# Thales Hoss
Thales Gustavo Hoss (São Leopoldo, 26 aprile 1989) è un pallavolista brasiliano, libero dell'LKPS.

## Palmarès

### Club
- Campionato brasiliano: 3

2009-10, 2018-19, 2020-21
- Supercoppa brasiliana: 2

2019, 2020
- Campionato sudamericano per club: 1

2009
- Challenge Cup: 1

2024-25

### Nazionale (competizioni minori)
- Campionato sudamericano under 19 2006
- Campionato sudamericano under 21 2008
- Campionato mondiale under 21 2009

### Premi individuali
- 2010 - Campionato sudamericano per club: Miglior ricevitore
- 2018 - Superliga Série A: Miglior ricevitore
- 2019 - Superliga Série A: Miglior libero
- 2019 - Coppa del Mondo: Miglior libero
- 2021 - Volleyball Nations League: Miglior libero
- 2023 - Campionato sudamericano: Miglior libero[3]